# 幻の女 (1944年の映画)
『幻の女』（まぼろしのおんな、Phantom Lady）は、1944年のアメリカ合衆国のフィルム・ノワール。監督はロバート・シオドマク、出演はフランチョット・トーンとエラ・レインズなど。ウィリアム・アイリッシュの同名ミステリ小説を原作としている。

## キャスト
- ジャック・マーロウ: フランチョット・トーン
- キャロル・リッチマン（カンザス）: エラ・レインズ - スコットの秘書。
- スコット・ヘンダーソン: アラン・カーティス - キャロルの上司。ジャックの親友。
- エステラ・モンテイロ: アウロラ（英語版）
- バージェス警部: トーマス・ゴメス
- アン・テリー: フェイ・ヘルム（英語版）
- クリフ・ミルバーン: エリシャ・クック・Jr - ドラマー（演奏はデイヴ・コールマン[1]）。
- バーテンダー: アンドリュー・トムベス（英語版）
- 刑事: レジス・トゥーミイ（英語版）
- 刑事（トム）: ジョセフ・クレハン（英語版）

## 作品の評価
Rotten Tomatoesによれば、9件の評論のうち高評価は89%にあたる8件で、平均点は10点満点中6.88点となっている。

## エピソード
劇中でアウロラが歌った「Chick-ee-Chick」について、作詞のエディ・チャーコーズと作曲のジャック・プレスはクレジットされなかったとして1944年7月にユニバーサルを相手に訴訟を起こしたが、決着しないままである。